# Nils Olav
Major-General Sir Nils Olav III, Barão das Ilhas Bouvet é um Pinguim-rei que reside no Zoológico de Edimburgo, na Escócia. Ele é o mascote e coronel-chefe da Guarda do Rei Norueguês. O nome "Nils Olav" e as classificações associadas foram transmitidos através de três pinguins-reis desde 1972 - o atual titular é Nils Olav III.  

## História
A família do magnata norueguês da navegação Christian Salvesen deu um pinguim-rei ao Zoológico de Edimburgo quando o zoológico foi inaugurado em 1913.
Quando a Guarda Real Norueguesa visitou o Tattoo Militar de Edimburgo em 1961 para uma exibição de exercícios, um tenente chamado Nils Egelien ficou interessado na colônia de pinguins do zoológico. Quando a Guarda do Rei retornou a Edimburgo em 1972, Egelien providenciou para que o regimento adotasse um pinguim. Este pinguim foi nomeado Nils Olav em homenagem a Nils Egelien, comandante do pelotão de treinamento, e Olav Siggerud, comandante de contingente do HMKG em 1972.

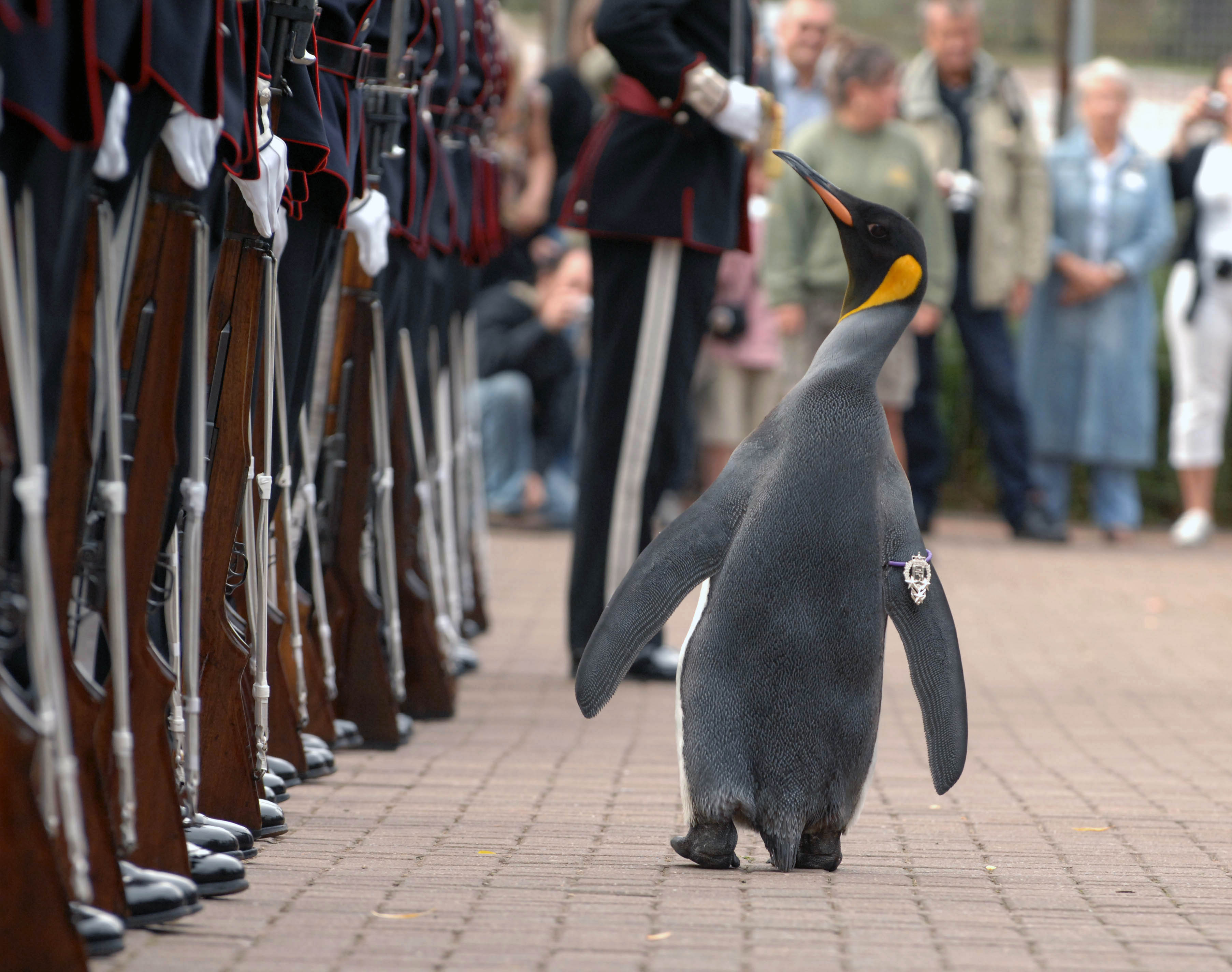
Sir Nils inspeciona as tropas da Guarda do Rei, da qual é coronel-chefe, após sua cerimônia de título de cavaleiro em 2008. A insígnia militar está fixada na nadadeira direita.

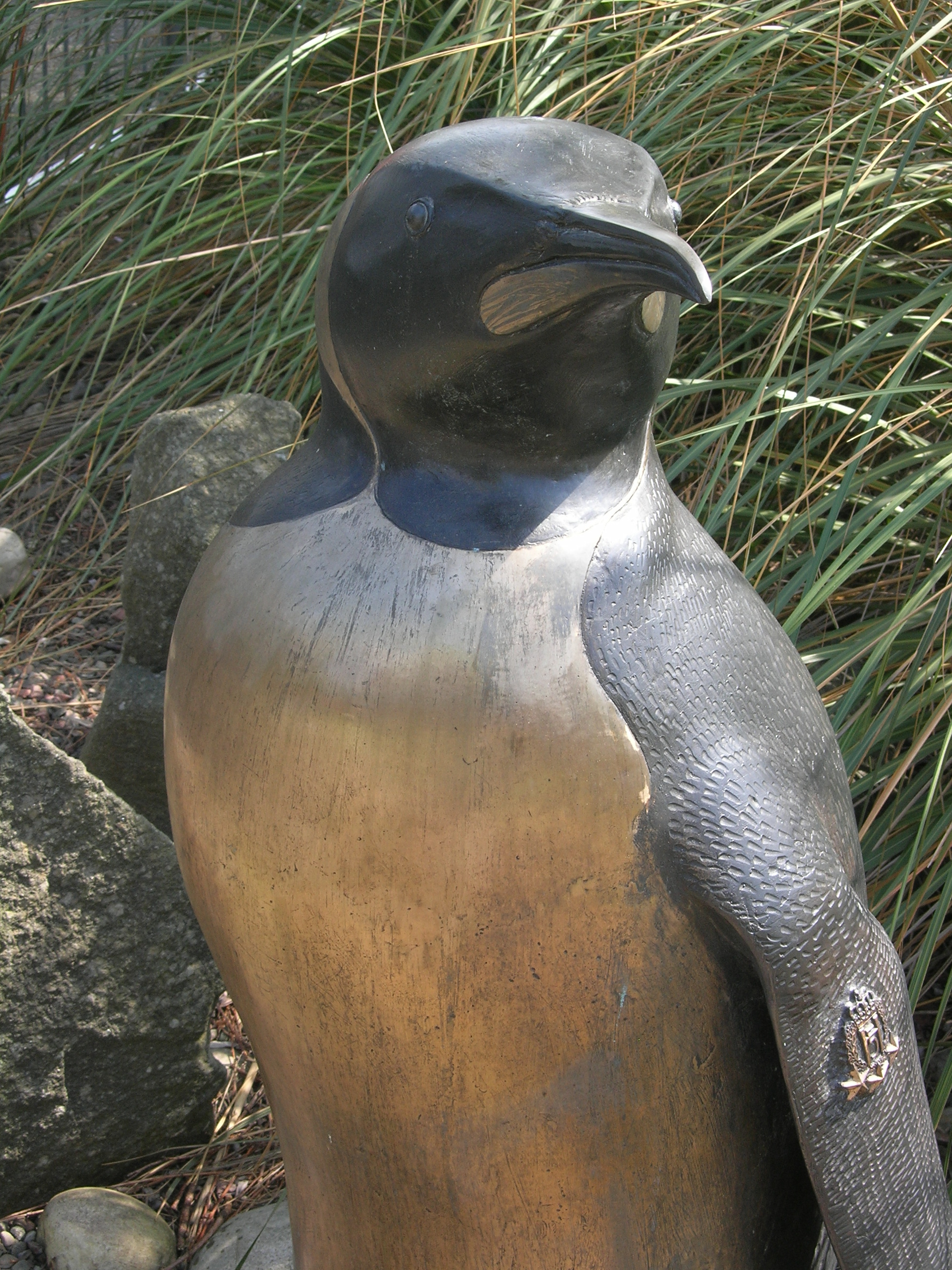
A estátua de bronze de Nils Olav

Nils Olav recebeu inicialmente o posto de visekorporal (cabo de lança) no regimento. Ele foi promovido cada vez que a Guarda do Rei voltou ao zoológico. Em 1982 foi nomeado cabo e promovido a sargento em 1987. Nils Olav I morreu logo após sua promoção a sargento em 1987, e seu lugar foi ocupado por Nils Olav II, um quase-duplo de dois anos. Ele foi promovido em 1993 ao posto de sargento-mor do regimento e em 2001 promovido a "honrado sargento-mor do regimento". Em 18 de agosto de 2005, foi nomeado coronel-chefe do mesmo regimento, superando seu homônimo, Nils Egelien. Durante a visita de 2005, uma estátua de bronze de 1,2m de Nils Olav foi apresentada ao Zoológico de Edimburgo. A inscrição da estátua inclui referências à Guarda do Rei e à Tatuagem Militar. Há também uma estátua no complexo da Guarda do Rei em Huseby, Oslo.
A próxima homenagem foi o título de cavaleiro, concedido durante uma visita de soldados da Guarda Real Norueguesa em 15 de agosto de 2008. O título de cavaleiro foi aprovado pelo Rei Haroldo V e Nils foi o primeiro pinguim a receber tal honra no Exército Norueguês. Durante a cerimônia, uma multidão de várias centenas de pessoas assistiu aos 130 guardas em desfile no zoológico, e foi lida uma citação do Rei, que descrevia Nils como um pinguim "qualificado em todos os sentidos para receber a honra e a dignidade da cavalaria".
Um terceiro pinguim, Nils Olav III, assumiu em algum momento entre 2008 e 2016. Em 22 de agosto de 2016 foi promovido a brigadeiro numa cerimónia com a presença de mais de 50 membros da Guarda do Rei, e em agosto de 2023 foi promovido a major-general. A carreira do Major-General Olav levou ao seu reconhecimento pelo Guinness World Records como o pinguim com a classificação mais elevada.
O oficial militar humano Nils Egelien morreu em 11 de dezembro de 2020, aos 87 anos.